# Dalechampia purpurata
Dalechampia purpurata är en törelväxtart som beskrevs av Inês Cordeiro. Dalechampia purpurata ingår i släktet Dalechampia och familjen törelväxter. Inga underarter finns listade i Catalogue of Life.